# Mehman Əzizov
Mehman Əzizov nebo též Mekhman Azizov (Äzizov) [Mehman Ezizov] (* 1. ledna 1976 Baku, Sovětský svaz) je bývalý reprezentant Ázerbájdžánu v judu.

## Sportovní kariéra
O místo reprezentační jedničky v kategorii polostředních vah bojoval většinu své kariéry s Elchanem Redžeblim. Oba dva judisté byli zhruba na stejné výkonnostní úrovni světové špičky. Azizov však pokaždé vyhrál účast na olympijských hrách. Účastnil se celkem třikrát. Poprvé v roce 2000 na olympijských hrách v Sydney, kam si vybojoval kvalifikaci výbornými výsledky ve světovém poháru. V prvním kole však nečekaně vypadl, po 17s, technikou uči-mata s Argentincem Garsíou.
V roce 2004 si zajistil kvalifikaci opět výbornými výsledky ve světovém poháru a především na olympijské hry v Athénách načasoval formu. V prvním a druhém kole vyřadil dvě budoucí hvězdy evropského juda. V prvním kole Nizozemce Elmonta zvědačkou (sukui-nage) a ve druhém kole Šundikova těsně na body. Ve čtvrtfinále se však nechal hodit na ippon technikou tai-otoši Polákem Kravčikem. V opravách se dostal do boje o 3. místo proti Rusovi Nosovovi. Ten měl ze semifinále zlomenou ruku a přesto v zápase skóroval na wazari. Azizov za celý zápas nenašel způsob jak se k Nosovovi dostat. Obsadil 5. místo.
Svojí třetí a poslední účast absolvoval v roce 2008 na olympijských hrách v Pekingu. V prvním kole ho čekal Němec Ole Bischof. V zápase se ujal po dvou minutách boje vedení na juko (tai-otoši) a snažil se náskok udržet až do konce. Minutu před koncem však zaúřadovaly Němcovi nohy (o-uči-gari) a bylo vyrovnáno. K jeho smůle se při dopadu i zranil a 40s před koncem byl napomínán za pasivitu. V opravách potom podlehl Američanu Stývnsnovi. Po hrách ukončil reprezentační kariéru.

## Výsledky
| Turnaj             | 1996 | 1997 | 1998 | 1999 | 2000 | 2001 | 2002 | 2003 | 2004 | 2005 | 2006 | 2007 | 2008 |
| ------------------ | ---- | ---- | ---- | ---- | ---- | ---- | ---- | ---- | ---- | ---- | ---- | ---- | ---- |
| Olympijské hry     | dns  | -    | -    | -    | úč.  | -    | -    | -    | 5.   | -    | -    | -    | úč.  |
| Mistrovství světa  | -    | úč.  | -    | úč.  | -    | dns  | -    | dns  | -    | dns  | -    | úč.  | -    |
| Mistrovství Evropy | dns  | úč.  | 2.   | úč.  | úč.  | úč.  | dns  | úč.  | 5.   | dns  | úč.  | úč.  | úč.  |
| ME juniorů         | 3.   | -    | -    | -    | -    | -    | -    | -    | -    | -    | -    | -    | -    |